# Giang Sơ Ảnh
Giang Sơ Ảnh (sinh ngày 1 tháng 9 năm 1986 tại Thượng Hải) là một diễn viên Trung Quốc. Cô tốt nghiệp Học viện Hý kịch Thượng Hải và lấy bằng thạc sĩ về kinh tế truyền thông của Đại học Đông Anglia .

## Tiểu sử
Tên của Giang Sơ Ảnh có nguồn gốc từ một câu thơ trong bài thơ Sơn viên tiểu mai của nhà thơ Lâm Bô, một nhà thơ thuộc triều đại Bắc Tống.

## Sự  nghiệp

### Bước đầu sự nghiệp
Năm 2004, cô tốt nghiệp Trường Thương mại Thượng Hải và được nhận vào Học viện Hý kịch Thượng Hải. Năm 2008, Giang Sơ Ảnh, một sinh viên tốt nghiệp đại học, không háo hức tìm đến vai diễn nào, đang trên con đường trở thành diễn viên chuyên nghiệp nhưng cô chọn ra nước ngoài để học thêm. Năm 2011, cô tốt nghiệp Đại học Đông Anglia ở Anh với bằng thạc sĩ về kinh tế truyền thông .

## Sự nghiệp diễn xuất
Năm 2005, Giang Sơ Ảnh đóng vai chính trong bộ phim tình cảm Phi hoa như điệp kỷ niệm sinh nhật lần thứ 100 của Việt Kịch, đóng vai nữ hoàng phượng hoàng Kim Phượng, chính thức bước vào giới giải trí.
Giang Sơ Ảnh nổi tiếng với vai diễn trong bộ phim điện ảnh So Young, giành giải Điện ảnh châu Á cho Nữ diễn viên mới xuất sắc nhất. Sau đó cô đóng vai chính trong bộ phim truyền hình gia đình Nhất phó Nhị chủ cùng với Trương Gia Dịch và Diêm Ni  và giành giải Hoa Đỉnh cho Nữ diễn viên phụ xuất sắc nhất .
Năm 2015, cô đóng vai chính trong bộ phim truyền hình y tế Trưởng thành và bộ phim hài lãng mạn Người yêu cũ tuyệt vời. 
Năm 2016, cô đóng vai chính trong bộ phim truyền hình tình cảm Người đàn ông tuyệt vời cùng với Tôn Hồng Lôi . Bộ phim rất nổi tiếng trong suốt quá trình phát sóng và nhận được đánh giá tích cực . Giang Sơ Ảnh nhận được nhiều khen ngợi về diễn xuất và giành giải thưởng Màn trình diễn xuất sắc nhất tại Đêm hội IqiYi 2017 . Cùng năm, cô giành giải thưởng Nữ diễn viên phụ xuất sắc nhất tại Liên hoan phim quốc tế Trung Quốc - Australia lần thứ 3 cho vai diễn trong phim hành động Huyết chiến . 
Tháng 11 năm 2017, cô góp mặt trong bộ phim truyền hình sử thi giả tưởng Cửu Châu Phiêu Miểu Lục.
Năm 2018, Giang Sơ Ảnh đóng vai chính trong bộ phim tình cảm hiện đại Con đường đưa tiễn đầy hoa cùng với Chung Hán Lương và Viêm Á Luân, và Luyến ái tiên sinh cùng Cận Đông  . Cô cũng đóng chính trong bộ phim truyền hình Anh ở Bắc Kinh đợi em cùng với Lý Dịch Phong, và phim truyền hình chuyển thể Thể thao điện tử, Toàn chức cao thủ .

## Phim

### Điện ảnh
| Năm  | Tên                | Tên gốc              | Vai            | Ghi chú   |
| ---- | ------------------ | -------------------- | -------------- | --------- |
| 2010 | Mỹ nữ Như Vân      | 美女如云             | Như Vân        | [ 21 ]    |
| 2013 | So Young           | 致我们终将逝去的青春 | Nguyễn Hoàn    |           |
| 2014 | Thiên đường Cúc Mỹ | 天上的菊美           | Ba Mỗ          | [ 22 ]    |
| 2014 | Đại Trạch Nam      | 大宅男               | Trần Nhã Linh  | [ 23 ]    |
| 2015 | Bắc Kinh, New York | 北京，纽约           | Thi Vũ Cầm     | [ 24 ]    |
| 2015 | Thành phố đang yêu | 恋爱中的城市         | Giang Tiểu Bắc | [ 25 ]    |
| 2015 | Running lover      | 奔跑吧有情人         | Tô Mẫn         | Phim mạng |
| 2016 | Kẻ ác báo hỷ       | 恶人报喜             | Dư Chân        | [ 26 ]    |
| 2016 | Huyết chiến        | 危城                 | Bạc Linh       | [ 27 ]    |
| 2018 | Người băng 2       | 冰封侠时空行者       |                | Khách mời |

### Truyền hình
| Năm  | Tên                                   | Tên gốc       | Vai                         | Ghi chú            |
| ---- | ------------------------------------- | ------------- | --------------------------- | ------------------ |
| 2006 | Phi hoa như điệp                      | 飞花如蝶      | Kim Phượng                  |                    |
| 2014 | Nhất phó Nhị chủ                      | 一仆二主      | Cố Tinh Tinh                |                    |
| 2015 | Trưởng thành                          | 长大          | Trần Hi                     |                    |
| 2015 | Người yêu cũ tuyệt vời                | 最佳前男友    | Phó Phương Tư               |                    |
| 2016 | Cơn lốc 11 người                      | 旋风十一人    | Bùi Đóa                     | [ 29 ]             |
| 2016 | Người đàn ông tuyệt vời               | 好先生        | Giang Lai                   |                    |
| 2018 | Luyến ái tiên sinh                    | 恋爱先生      | La Nguyệt                   | Vai chính          |
| 2018 | Con đường đưa tiễn đầy hoa            | 一路繁花相送  | Tân Thần                    |                    |
| 2019 | Cửu Châu Phiêu Miểu Lục               | 九州缥缈录    | Cung Vũ Y                   | Khách mời đặc biệt |
| 2019 | Toàn chức cao thủ                     | 全职高手      | Trần Quả                    |                    |
| 2020 | Anh ở Bắc Kinh đợi em                 | 我在北京等你  | Thịnh Hạ                    |                    |
| 2020 | Thanh Bình Nhạc                       | 孤城闭/清平乐 | Tào Hoàng hậu - Tào Đan Thù | Vai chính          |
| 2020 | 30 chưa phải là hết (Ba mươi mà thôi) | 三十而已      | Vương Mạn Ni                | Vai chính          |
| 2021 | Tảo hắc phong bạo                     | 扫黑风暴      | Hoàng Hi                    |                    |
| 2022 | Quy tắc của quý cô                    | 女士的法则    | Luật sư Hứa Tiệp            | Vai chính          |
| 2022 | Hoan Lạc Tụng 3                       | 欢乐颂3       | Diệp Trăn Trăn              | Vai chính          |

## Giải thưởng
| Năm  | Lễ trao giải                                                           | Hạng mục                                         | Tác phẩm đề cử                             | Kết quả   | Ghi chú |
| ---- | ---------------------------------------------------------------------- | ------------------------------------------------ | ------------------------------------------ | --------- | ------- |
| 2006 | Cuộc thi sáng tạo phim ngắn Trung Quốc toàn cầu                        | Nữ diễn viên xuất sắc nhất                       | Yêu - Giảm béo                             | Đoạt giải |         |
| 2007 | Lễ hội phim ảnh sinh viên đại học                                      | Nữ diễn viên xuất sắc nhất                       | Yêu - Giảm béo                             | Đề cử     |         |
| 2013 | Diễn đàn điện ảnh trẻ Trung Quốc lần thứ 8                             | Nữ diễn viên mới xuất sắc nhất                   | So Young                                   | Đoạt giải |         |
| 2013 | Liên hoan phim Châu Á Thái Bình Dương                                  | Nữ diễn viên phụ xuất sắc nhất                   | So Young                                   | Đề cử     |         |
| 2013 | Liên hoan phim ảnh Trung Quốc lần thứ 5                                | Nữ diễn viên phụ xuất sắc nhất                   | So Young                                   | Đoạt giải | [ 30 ]  |
| 2014 | Liên hoan phim Châu Á lần thứ 8                                        | Diễn viên mới xuất sắc nhất                      | So Young                                   | Đoạt giải | [ 7 ]   |
| 2014 | Liên hoan phim quốc tế Bắc Kinh                                        | Nữ diễn viên mới xuất sắc nhất                   | So Young                                   | Đoạt giải |         |
| 2014 | Liên hoan phim phúc lợi công cộng Thanh niên Bắc Kinh                  | Hình ảnh màn ảnh được vị thành niên yêu thích    | So Young                                   | Đoạt giải |         |
| 2015 | Bạch Ngọc Lan                                                          | Nữ diễn viên phụ xuất sắc nhất                   | Nhất phó Nhị chủ                           | Đề cử     |         |
| 2015 | Hoa Đỉnh                                                               | Nữ diễn viên phụ xuất sắc nhất                   | Nhất phó Nhị chủ                           | Đoạt giải | [ 31 ]  |
| 2015 | Lễ hội thời trang COSMO                                                | Thần tượng đẹp nhất                              | —                                          | Đoạt giải |         |
| 2016 | Hoa Đỉnh                                                               | Nữ diễn viên phụ xuất sắc nhất                   | Trưởng thành                               | Đề cử     |         |
| 2016 | Tthời trang Trung Quốc                                                 | Nghệ sĩ đột phá                                  | —                                          | Đoạt giải |         |
| 2016 | Nói ra ranh giới của tôi                                               |                                                  |                                            | Đoạt giải |         |
| 2016 | Liên hoan phim quốc tế Trung Quốc - Australia                          | Nữ diễn viên phụ xuất sắc nhất                   | Huyết chiến                                | Đoạt giải | [ 32 ]  |
| 2016 | Lễ hội thời trang COSMO                                                | Thần tượng nhảy vọt                              | —                                          | Đoạt giải |         |
| 2017 | Đêm hội IqiYi 2017                                                     | Màn trình diễn xuất sắc nhất                     | Người đàn ông tuyệt vời                    |           |         |
| 2017 | Hoa Đỉnh                                                               | Nữ diễn viên xuất sắc nhất (Thể loại Đương đại)  | Người đàn ông tuyệt vời                    | Đề cử     |         |
| 2017 | Phụ nữ Trung Quốc 2015-2016                                            | Từ thiện vì trẻ em                               | —                                          |           |         |
| 2018 | Lễ trao giải Ngôi sao Video Tencent (Tinh Quang Đại Thưởng) lần thứ 12 | Ngôi sao chỉ số Nữ diễn viên truyền hình của năm | —                                          | Đoạt giải |         |
| 2019 | Lễ trao giải diễn viên xuất sắc nhất Trung Quốc lần thứ 6              | Nữ diễn viên xuất sắc nhất (Web series)          | Toàn chức cao thủ                          | Đề cử     | [ 33 ]  |
| 2019 | Liên hoan phim Trung - Mỹ lần thứ 15                                   | Nữ diễn viên xuất sắc nhất (Web series)          | Toàn chức cao thủ                          | Đoạt giải | [ 34 ]  |
| 2019 | Liên hoan phim Kim Kê - Bách Hoa lần thứ 3                             | Nữ diễn viên xuất sắc nhất (Web series)          | Toàn chức cao thủ                          | Đoạt giải | [ 35 ]  |
| 2019 | Lễ trao giải Ngôi sao Video Tencent (Tinh Quang Đại Thưởng)            | Diễn viên xuất sắc của năm                       | Toàn chức cao thủ                          | Đoạt giải | [ 36 ]  |
| 2019 | Giải thưởng liên hoan phim Kim Cốt Đoá lần thứ 4                       | Nữ diễn viên xuất sắc nhất                       | Cửu Châu phiêu miểu lục, Toàn chức cao thủ | Đề cử     | [ 37 ]  |
| 2020 | Lễ trao giải diễn viên xuất sắc nhất Trung Quốc lần thứ 7              | Nữ diễn viên xuất sắc nhất - Bảng xanh lục       | —                                          | Đoạt giải | [ 38 ]  |